# I.B. Tauris
I.B. Tauris — независимый издательский дом со штаб-квартирами в Лондоне и Нью-Йорке. Основан в 1983 году. I.B. Tauris ставит своей целью заполнить прорыв, существующий между коммерческими и университетскими издательствами, то есть публиковать серьёзные, но доступные широкой читательской аудитории книги на темы международной политики и культуры. В ранние годы своей истории издательство специализировалось на публикации материалов по Ближнему Востоку. В настоящее время оно издаёт книги по истории, политике и международным отношениям; Ближнему Востоку и исламскому миру; религии; кинематографу и современному искусству. Публикуемая I.B. Tauris литература в основном нацелена на профессиональный рынок — учёных и студентов.
Дистрибьютором публикаций I.B. Tauris в США и Канаде является Palgrave Macmillan. В мае 2018 года издательство было приобретено Bloomsbury Publishing и ныне является его импринтом, который издаёт научную и научно-популярную литературу.